# 川口雪篷
川口 雪篷（かわぐち せっぽう、文政元年12月26日（1819年1月21日） - 明治23年（1890年）7月2日）は、江戸時代後期（幕末）の薩摩藩出身の書家。西郷隆盛の知遇を得て、書と漢詩を教えた。後述するように、沖永良部島から帰島後は亡くなるまで西郷家に寄寓して、西郷家の留守居役を果たし、また西郷の子弟の教育にも当たった。

## 経歴

### 出自
江戸居付馬廻役として代々江戸藩邸に詰める薩摩藩士・川口仲左衛門の四男として文政元年（1818年）に種子島西之表村納曾（のうそ）に生まれた。本名は初め量次郎、後に明治元年（1868年）12月25日に俊作と改名し、さらに明治5年（1872年）9月19日に雪篷と改めた。書家としての号は香雲。江戸で菊地五山に入門して漢詩を習得して、書は唐様を得意とした。また陽明学にも通じていた。

### 沖永良部島配流
川口家は父の不始末によりお役御免となって鹿児島に引き揚げた。兄が鹿児島で家を再興したが、罪を犯して名跡を取り上げられたのに連座して量次郎は沖永良部島へ遠島になったとされる（鹿児島県立図書館の紹介文による）。しかし、別の説では島津久光の写字生として勤めていたが、公の書物を質に入れて焼酎を飲んでいたことが露見して沖永良部島に流されたとされる（これが流布されている通説）。さらに、文久2年（1862年）に西郷隆盛も同じ島に流されて和泊の牢に入れられたときに、川口は罪人ではないけれども、わざわざ沖永良部へ往って西郷の書や詩作の指導をしたとする説もある（重野安繹による）。川口家の子孫の間には、種子島出身のいわゆる「島五郎（しまごろ）」であるのに久光の書生として重用されたことを周囲に嫉まれて罪を着せられたという言い伝えもある。諸説紛々として判然としないが、文久2年つまり西郷の沖永良部遠島の前から何らかの事情で同じ島に流されて西原村に住み、島の子供たちに読み書きを教えていた。
通説によれば、西郷とは初対面から大いに意気投合し、西原から1里弱（3.4km）離れた和泊の西郷の座敷牢まで毎日のように通っては、時世を論じ学問を語り、書や詩作を教えるようになった。間切横目の土持政照は、西郷が迷惑ではないかと案じて面会の制限を問うたところ、「いや。川口どんは和漢の学に通じ、語るに足るお人じゃ。こんままでよか」と西郷が答えたと伝えられている。二人の間には次のような稚気溢れる逸話がある。

### 西郷家に寄寓
西郷の本土帰還の後、慶応元年（1865年）頃に赦免されて鹿児島城下に戻って、当初は親戚の家を転々としていた。その後、前記の約束あってか上之園の西郷邸に飄然と現れてそのまま食客になった。西郷は国事に奔走して家を空けることが多く男手が乏しい西郷家にあって、来客の応対や能書を生かした信書連絡などもっぱら外回りの役目を果たす家令あるいは留守居役を果たすとともに、西郷の子弟の書や漢学の師ともなった。また、西南戦争中に成人男子が出征して西郷家は完全に女所帯となり、武村の屋敷が焼亡した後は鹿児島各地を転々としたが、雪篷は常に一家と苦患をともにし、その精神的支柱となった。西郷の長子・菊次郎が戦場で片足を失う重傷を負ったときは義足の手配に心をくだいたという。

### 西南戦争後の逸話
西南戦争後の雪篷の姿を伝えるエピソードがある。明治12年（1879年）に来鹿した頭山満の回想では、「西郷家には、当時七十歳ぐらいの川口雪篷という詩書をよくする老人が家令をつとめていた」（実際には、雪篷は当時62歳）とあり、頭山は、開口一番「南州翁に会いたい」と言ったが、雪篷は「西郷が城山で斃れたことも知らないのか」と呆れたように一喝した。頭山はそれに答えて「西郷の精神ぐらいは残っているだろう」と答え、以下の会話が交わされたという。
文中の『洗心洞箚記』とは、天保の大飢饉の際に万民の窮状を顧みない大阪奉行所の悪政に敢然と立ち上がった大塩平八郎（中斎）が記した講義録で、西郷に限らず幕末維新の志士の間で愛読されたという。陽明学に傾倒した雪篷らしい発言で、身近に在って西郷の真意をどれほど汲んだものかは分からない。沖永良部島は西郷の「敬天愛人」思想の培養基であり、一説には本土から1,200冊あまりの本を取り寄せていたそうである。したがって、上の発言は雪篷の側から見た主観的見解ともいえるが、雪篷は西郷が事の成否を省みずに義挙に出た精神を訴えたかったのだと理解するのも可であろう。

### 終焉
雪篷は、前年に西郷から賊将の汚名が消され、改めて維新の功臣として名誉回復されたことを見届けて安心したかのごとく、明治23年（1890年）に病没した。享年73。死後は西郷家の墓地に埋葬された。なお、島民子弟の教育に尽くした遺徳を偲ぶ『川口雪篷流謫之地』の碑が沖永良部島西原に建立されている。

## 書家としての雪篷
その性格を反映して、雪篷の書風は自由奔放で大胆と伝えられており、今でも数点の書が鹿児島県立図書館に所蔵されているので実見できる。西郷の書への影響については、重野安繹によれば、西郷は最初、福島半助という者から御家流を習った後、雪篷から書を学んだので、福島の和様と川口の唐様が混っているという。一字目が大きい特徴があり、西郷隆盛も同様である。

## 登場作品
テレビドラマ
- 『田原坂』（1987年、日本テレビ　演：藤岡琢也）
- 『翔ぶが如く』（1990年、NHK大河ドラマ　演：竜雷太）
- 『西郷どん』（2018年、NHK大河ドラマ、演：石橋蓮司）